# Municipalità locale di Randfontein
La municipalità locale di Randfontein (in inglese Randfontein Local Municipality) è stata una municipalità locale del Sudafrica appartenente alla municipalità distrettuale di West Rand, nella provincia del Gauteng. In base al censimento del 2001 la sua popolazione era di 128.731 abitanti.
È stata soppressa nel 2016, quando si è fusa con la municipalità locale di Westonaria per costituire la municipalità locale di Rand West City.
Il suo territorio si estendeva su una superficie di 477 km² ed era suddiviso in 19 circoscrizioni elettorali (wards). Il suo codice di distretto era GT482.

## Geografia fisica

### Confini
La municipalità locale di Randfontein confinava a nord e a est con quella di Mogale City, a sud con quella di Westonaria, a ovest con quella di Merafong City (Dr Kenneth Kaunda/Nordovest) e a est con il municipio metropolitano di Johannesburg.

### Città e comuni
- Bhongweni
- Brandvlei
- Finsbury (Sudafrica)
- Kocksoord
- Mohlakeng
- Panvlak Gold Mine
- Randfontein
- Toekomsrus
- Zenzele

### Fiumi
- Mooirivierloop
- Rietspruit